# 西安高级中学

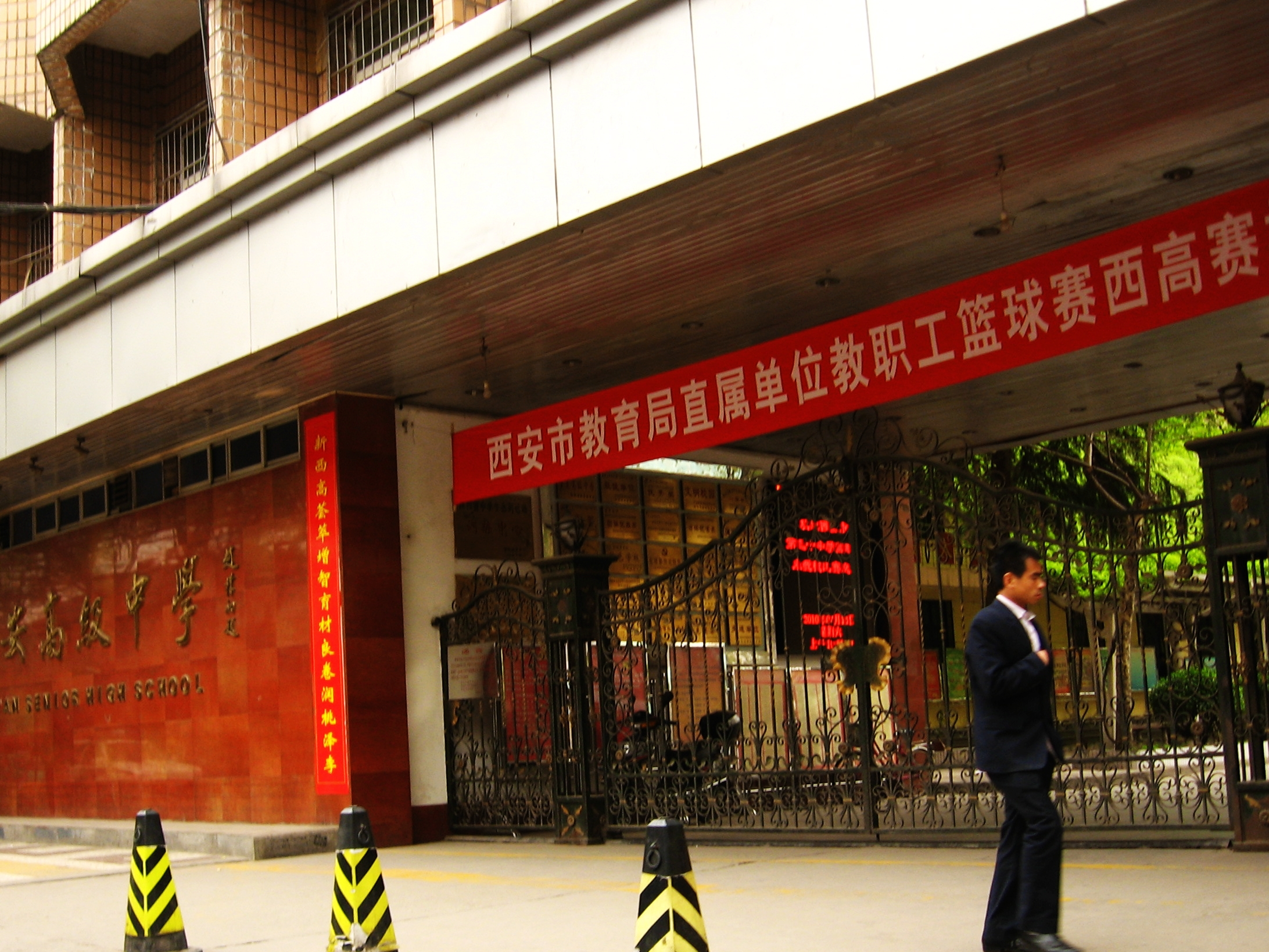
西安高级中学

西安高级中学，简称“西安高中”或“西高”，是一所位于陕西省西安市未央区的中学。学校创建于公元1891年，为陕西省确立的首批重点中学之一。2015年12月，学校晋升为“陕西省普通高中示范学校”。2016年4月，经西安市人民政府批准，西安高级中学设立初中部。

## 历史沿革
- 崇化书院 1891年2月,陕西西安府知府文启下令，由咸宁、长安两县令焦云龙、胡生猷组织监督，将崇化书院移建至现校址所在地，从而开西安高级中学历史之先河。
- 游艺学塾 1894年在洋务运动影响下，由萧开秦在书院旧址上创办。
- 陕西大学堂 1902年陕西藩台樊增祥，巡抚允升改游艺学塾为陕西大学堂，亦称“关中大学堂”，成为陕西历史上第一个高等学府。
- 陕西高等学堂 1905年秋陕西巡抚夏时改陕西大学堂为陕西高等学堂，任杨直牧、宜瀚周为主事（即校长）。
- 秦省一中 1912年（民国元年）实行新学制之后开办此学，历时一年。
- 西北大学预科 1913年，西安起义结束后，中华民国秦军政分府大都督张凤翙拟创办西北大学，遂将秦省一中改为西北大学预科。（此条信息与西北大学 (中国大陆)陕源中的信息互为补充或略有不同）
- 陕西法政专门学校 1915年袁系军阀陆建章将西北大学预科改为陕西法政专门学校，设法科、政治、经济各本科，历时8年，校长周镛。
- 国立西北大学 1924年1月驻陕军阀刘镇华将原陕西法政专门学校与李仪祉先生所办水利道路工程学校合并，改名为国立西北大学，校长傅铜。（此条信息与西北大学 (中国大陆)陕源中的信息互为补充或略有不同）
- 西安中山学院 1927年1月大革命时期，国共合作在原西北大学基础上基础上创办该学院，院长刘含初。（此条信息与西北大学 (中国大陆)陕源中的信息互为补充或略有不同）
- 西安中山大学 1928年冯玉祥部下石敬亭解散西安中山学院，成立西安中山大学，任于天休为校长。（此条信息与西北大学 (中国大陆)陕源中的信息互为补充或略有不同）
- 陕西省立高级中学校 1931年杨虎城入陕认陕西省主席后，为振兴陕西教育，改西安中山大学为陕西省立高级中学校，校长马进。（此条信息与西北大学 (中国大陆)陕源中的信息互为补充或略有不同）
- 陕西省立西安高级中学校 1934年陕西省立高级中学校改称陕西省立西安高级中学校，简称“西安高中”。
- 陕甘宁边区西安高级中学 1949年9月学校更名为陕甘宁边区西安高级中学，并将当时兴国中学、中正中学部分学生并入，校长余达夫。
- 陕西省西安高级中学 1950年11月，改校名为陕西省西安高级中学。
- 西安市高级中学 1955年学校由西安市政府领导，并易名为西安市高级中学。
- 西安市第二十中学 1958年经全市中学统一规划后，改校名为西安市第二十中学。
- 西安高级中学 1986年10月经上级相关部门批准，恢复西安高级中学校名。
- 2013年，学校搬迁至位于未央区凤城八路的新校区。